# کپوزلو (پوسوف)
کپوزلو (به ترکی استانبولی: Kopuzlu) یک منطقهٔ مسکونی در ترکیه است که در پوسوف واقع شده‌است.